# 漫威鬥魂
《漫威鬥魂》是PlayStation工作室、亞克系統與漫威遊戲合作開發的漫威系列4對4團隊戰的格鬥遊戲，預定2026年於Microsoft Windows和PlayStation 5平台發售。

## 玩法
本作是一款2D格鬥遊戲，玩家可以使用漫威漫畫的角色進行雙打對戰。
與亞克系統之前的系列作品如《七龍珠 FighterZ》和《聖騎士之戰 -奮戰-》類似，本作舞台涵蓋多個取自漫威宇宙不同視覺的區域，如玩家成功連擊或擊退對手，則可以在對戰中於不同區域之間轉換。

### 可玩角色
- 美國隊長
- 末日博士
- 惡靈戰警 (羅比·雷耶斯)（英语：Ghost Rider (Robbie Reyes)）
- 鋼鐵人
- 卡瑪拉·克汗（英语：Kamala Khan）
- 蜘蛛人
- 星爵
- 暴風女

## 開發
亞克系統起初對於視覺風格方面想嘗試美式漫畫風格著色，但後來根據漫威團隊的建議改為日系動畫風格。

## 外部連結
- 漫威鬥魂 （页面存档备份，存于）